# Taking Sides – Der Fall Furtwängler
Taking Sides – Der Fall Furtwängler ist ein Film des ungarischen Regisseurs István Szabó aus dem Jahr 2001 nach dem 1995 uraufgeführten Bühnenstück Taking Sides des britischen Autors Ronald Harwood über die Frage, ob und wie viel der deutsche Dirigent Wilhelm Furtwängler von den nationalsozialistischen Verbrechen gewusst hat. Der englische Ausdruck „Taking Sides“ bedeutet auf Deutsch etwa „Stellung beziehen, Partei ergreifen“.

## Handlung
Kurz nach dem Ende des Zweiten Weltkriegs wird der Dirigent Wilhelm Furtwängler, der während der Naziherrschaft von Hitler, Goebbels und Göring protegiert worden war, mit einem Berufsverbot belegt. Im Rahmen der Entnazifizierung wird er von dem amerikanischen Major Steve Arnold über seine Karriere im Dritten Reich befragt. Arnold ist vor allem darum bemüht, eine NSDAP-Mitgliedschaft Furtwänglers nachzuweisen. Zur Einstimmung für das Verhör sieht er sich mehrmals einen Film mit Dokumentaraufnahmen aus Bergen-Belsen an, der speziell für die US-amerikanischen Besatzungstruppen in Deutschland gedreht worden ist.
Dem Verhör wohnt als Beobachter der US-Militärregierung in Wiesbaden der US-Leutnant David Wills bei, dessen Familie im KZ umgekommen ist, während er bei Verwandten in den USA überlebt hat. Wills, ein glühender Verehrer Furtwänglers, ist erschrocken über die Härte und den Ton, mit dem Major Arnold das Verhör gegen Furtwängler führt. Protokolliert werden die Verhöre durch die junge Emmi Straube, die Furtwängler bewundert und seine Musik schätzt. Arnold reagiert fassungslos über den Respekt und die Verehrung, die beide, als Geschädigte des Naziregimes, Furtwängler entgegenbringen. Für das Verhältnis der Deutschen zur Musik fehlt ihm, wie er sagt, jegliches Verständnis. Furtwängler nennt er einen „Bandleader“ und „Kumpel Adolfs“.
Emmi, deren Vater als Mitglied des Widerstands gegen Hitler von den Nazis hingerichtet worden war, ist entsetzt über Arnolds Verhörmethoden, die sie an die der Gestapo erinnern, die sie selbst nach der Verhaftung ihres Vaters erlitten hatte. Sie ist kurz davor, ihren Job bei Arnold aufzugeben. Furtwängler verharrt auf seinem Standpunkt, Kunst und Politik hätten nichts miteinander zu tun, und beteuert, er sei nie NSDAP-Mitglied gewesen.
Mitglieder der Berliner Philharmoniker werden befragt und bezeugen, dass Furtwängler Orchesterkollegen die Flucht aus Deutschland ermöglicht hat. Wills selbst treibt in Archiven Zeugenaussagen von den Nürnberger Prozessen auf, die den Dirigenten entlasten. Den Vorschlag von Alexander Dymschitz, Bevollmächtigter des SMAD, ihn als Chefdirigenten an die Oper Unter den Linden zu vermitteln, lehnt Arnold brüsk ab. Der Major, „ein Kunstbanause reinsten Wassers“, bleibt misstrauisch und will Furtwängler um jeden Preis den Prozess machen. Dass es um die Rettung der jüdischen Musiker gegangen sei, glaubt er ihm nicht, er habe nur an die Qualität seines Orchesters gedacht. Auf die Frage Arnolds „Warum mußten sie Deutschland verlassen? Weil sie Juden waren?“ bleibt Furtwängler die Antwort schuldig. Arnold treibt Furtwängler mit seinen Verhörmethoden so in die Enge, dass dieser schließlich zusammenbricht.

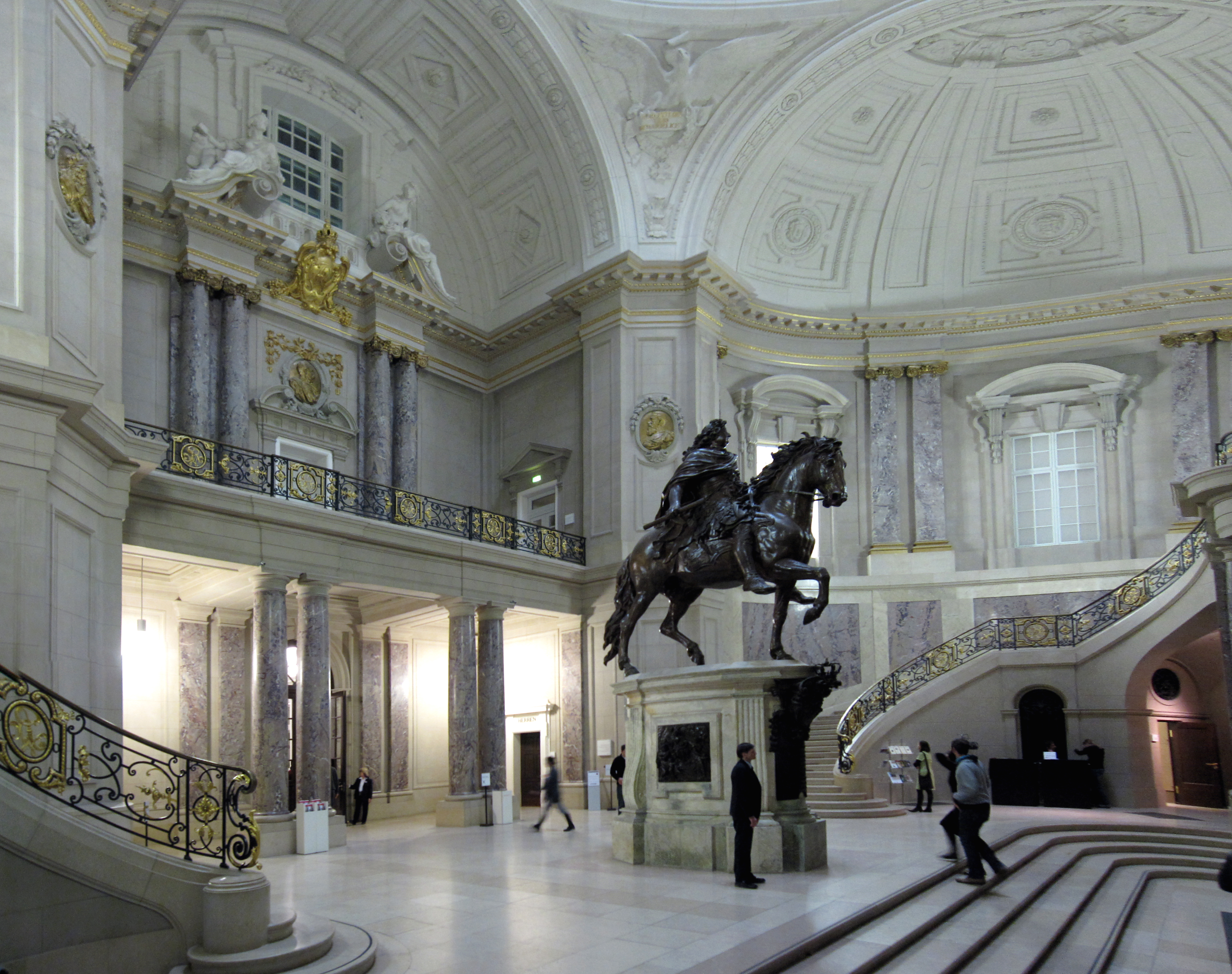
Reiterstandbild des Großen Kurfürsten, Replik im Entrée des Bodemuseums

Am Telefon unterrichtet Arnold seine Auftraggeber, dass ihm der verlangte Schuldbeweis nicht gelungen ist.
Während des Telefongesprächs dreht Wills die Platte mit Beethovens 5. Sinfonie auf volle Lautstärke, und der Major hält sich die Ohren zu. Schon auf der Treppe, horcht Furtwängler kurz auf die Musik, die ihn begleitet, und verlässt das Haus. Das Treppenhaus des Bodemuseums, das beim ersten Verhör noch stark beschädigt und nur notdürftig gesichert war, wurde im Laufe des Verfahrens wieder hergestellt. Schlüters Reiterstandbild des Großen Kurfürsten im Entrée, das zu Beginn durch einen massiven Schutzverschlag gesichert war, ist von seiner Hülle befreit worden und strahlt im alten Glanz. Vor dem Abspann zeigt – in Slow Motion – ein Ausschnitt aus einer historischen Wochenschau, wie Goebbels nach einem Konzert Furtwängler die Hand reicht, die dieser dann mit seinem Taschentuch abwischt.

## Zitat
„What is to do, if political circumstances they push you into a situation when you have to decide between which is to accept and which is not to accept.
Does it exist your own morals or not? What to do? To stay on a battlefield or to leave it? The question is very important. Because sometimes leaving is less correct as to stay. But sometimes to stay it's deadly. So the questions are contemporary questions too.“

## Historischer Hintergrund
Nach der Machtergreifung Hitlers verließen viele Künstler Deutschland, Furtwängler aber blieb. Er gab Konzerte, auf denen auch Nazi-Größen anwesend waren.
So dirigierte er am 21. März 1933 vor Hitler und Hindenburg in Berlin, 1938 an „Führers Geburtstag“ in Wien sowie Die Meistersinger von Richard Wagner am Reichsparteitag 1938 in Nürnberg. Als er sich weigerte, auf dem Reichsparteitag Die Meistersinger zu spielen, ließ Hitler das komplette Orchester und Personal der Wiener Staatsoper nach Nürnberg einfliegen.
Wilhelm Furtwängler war kein Mitglied der NSDAP.
Ab 1944 gab es Hinweise, dass Furtwängler in Deutschland auf die „Schwarze Liste“ gesetzt worden war. Trotzdem erhielt er von den deutschen Behörden eine Einreiseerlaubnis für die Schweiz. Nach einem Konzert am 11. Dezember 1944 in Berlin warnte ihn Albert Speer, dass er sich unter der Beobachtung der Gestapo und in Lebensgefahr befinde. Speer riet ihm, nach seinem Gastspiel in der Schweiz nicht nach Deutschland zurückzukehren. Im Januar 1945 entschloss er sich, sein Gastspiel in Lausanne und Genf vorzeitig anzutreten, und kehrte nicht mehr nach Deutschland zurück.
Am 29. Oktober 1946 erhielt er eine Aufenthaltserlaubnis für die Schweiz. Bis 1947 hatte er Dirigierverbot und lebte mit Hilfe finanzieller Zuwendungen von Freunden.
Die Hauptverhandlung gegen Furtwängler fand am 17. Dezember 1946 vor dem Ausschuss für Entnazifizierung der Kunstschaffenden in der Schlüterstraße 45 in Berlin-Charlottenburg statt. Furtwängler hatte das Verfahren selbst beantragt, „um den ‚Berg von Lügen‘ abzubauen, der sich angehäuft hatte“. In dem Verfahren wurde er angeklagt, die Nazis durch seinen Verbleib in Deutschland unterstützt zu haben, hohe offizielle Funktionen bekleidet zu haben sowie wegen antisemitischer Bemerkungen u. a. über den Dirigenten Victor de Sabata. Er wurde in allen Punkten freigesprochen.

## Produktion
An der Produktion des Films waren insgesamt 11 europäische Produktionsgesellschaften beteiligt. Drehorte waren u. a. das Bodemuseum in Berlin, der Berliner Dom und das Studio Babelsberg in Potsdam.
Die Ausschnitte aus Schwarzweißfilmen und Wochenschauen der Zeit, mit denen der Film durchsetzt ist, stammen aus folgenden Filmarchiven: International Historic Films, Chicago, Leni-Riefenstahl-Medienarchiv,  National Film Archives Washington, Archiv für Kunst und Geschichte, Berlin, Bildarchiv Preußischer Kulturbesitz, Berlin.
Kameramann Lajos Koltai drehte mit 35-mm-Film und Arriflex Cameras. Koltai wurde auf dem Filmfestival Mar del Plata mit dem ADF Cinematography Award und dem Kodak Award ausgezeichnet. Für den britischen Filmarchitekten und Art Director Ken Adam war Taking Sides der letzte Film seiner Karriere. Die Kostüme entwarf die ungarische Kostümbildnerin Györgyi Szakács, die außer für insgesamt fünf Szabó-Filme auch die Kostüme für einige seiner Operninszenierungen entworfen hat. Szabó selbst hat einen Cameo-Auftritt als Fahrgast in der Berliner Straßenbahn.

### Musik
Die Ausschnitte aus dem ersten Satz von Beethovens 5. Sinfonie stammen aus Aufnahmen der Berliner Philharmoniker unter der Leitung von Wilhelm Furtwängler und der Berliner Staatskapelle unter der Leitung von Daniel Barenboim. Die Passagen aus dem 2. Satz von Anton Bruckners Symphonie Nr. 7. spielen die Berliner Philharmoniker unter der Leitung Wilhelm Furtwängler. Das Adagio aus Schuberts Streichquintett C-Dur, op. post. 163, D 956, spielt ein Kammerensemble der Berliner Philharmoniker mit Axel Wilczok (Violine), Knut Zimmermann (Violine), Felix Schwartz (Viola), Hanns-Jakob Eschenburg (Cello) und Sennu Laine (Cello). Die Violin-Improvisationen komponierte und spielte Marie Belin.
Das Swing Dance Orchestra unter der Leitung von Andrej Hermelin-Leder spielt Jazzstandards wie American Patrol (Glenn Miller), Route 66 (Gesang: Rinat Shaham), Moonlight Serenade oder Embraceable You (Gesang: Rinat Shaham).

## Veröffentlichung
Premiere des Films war am 13. September 2001 auf dem Toronto International Film Festival. Am 16. Februar 2002 lief der Film außer Konkurrenz während der Berlinale. Kino-Premiere in Deutschland war der 7. März 2002. Von 2002 bis 2004 wurde er auf Filmfestivals in Moskau, Karlsbad, Tromsø, Mar del Plata und in Hongkong vorgestellt.
2002 brachte die Deutsche Grammophon eine CD mit dem Original Motion Picture Soundtrack heraus. 2006 veröffentlichte VCL Communications eine DVD in deutscher und englischer Sprache, ergänzt um Filmografien und Interviews.

## Kritiken
„István Szabó wirft mit seiner neuerlichen Sezierung eines Künstlerschicksals während der Nazi-Zeit viele wichtige Fragen auf, wobei er über weite Strecken überzeugend aufzeigt, wie unmöglich es sein kann, eindeutig Partei zu ergreifen. Dabei versäumt er es, sich tiefer mit der übergeordneten Schuldfähigkeit des Künstlers auseinander zu setzen.“

„Der Opportunist, der im Dritten Reich sich selbst der Nächste war, und der Gerechtigkeitsfanatiker, der nicht zur Differenzierung in der Lage ist – Szabó postiert beide auf dünnem Eis. Antworten verweigert der Film konsequent bis zum Schluss; stattdessen entlässt er den Zuschauer lieber mit den Fragen, die ein weißes Taschentuch stellen kann, das in Zeitlupe über eine Hand wischt.“

„Der ungarische Regisseur Szabó inszeniert die peinliche Befragung als subtiles, psychodramatisches Kammerspiel. Furtwängler hat seinem Inquisitor wenig mehr entgegenzusetzen als seinen idealistischen Kunstbegriff. Im Angesicht der politischen Verantwortung will er sich auf seine Berufung zu Höherem zurückziehen. Ein Weltbild in verdächtiger Nähe zum Herrenmenschenmythos, dem Szabó mit unerwarteter Parteinahme begegnet.“

„Stellan Skarsgård, Harvey Keitel, Moritz Bleibtreu und Birgit Minichmayr erhellen auf faszinierende Weise den tragischen Konflikt, in den der leugnende Opportunist ebenso gerät wie der eifernde Gerechtigkeitsfanatiker. Ein reines Ärgernis ist allerdings die Darstellung des sowjetischen Kulturoffiziers Alexander Dymschitz durch den 66-jährigen Oleg Tabakow. Der hochgebildete, hochkultivierte Germanist Dymschitz […] wurde nicht nur natürlichen Verbündeten wie Bertolt Brecht und Walter Felsenstein zum Freund und Helfer gegen stalinistische Administratoren, er wollte auch, aus ehrlichem Respekt vor der deutschen Kultur, minderbelasteten Nazimitläufern wie Furtwängler eine Chance zum Neuanfang bieten. István Szabó jedoch lässt den Feingeist zum plumpen, bis zur Komagrenze saufenden Russentölpel degenerieren. Offenbar müssen bestimmte Klischees heutzutage bedient werden. Und sei es um den Preis der historischen Wahrheit.“

Bei Rotten Tomatoes erreichte der Film eine Positiv-Quote von 73 % auf der Grundlage von 56 Filmkritiken.

## Auszeichnungen
Der Film wurde mit insgesamt 9 Filmpreisen ausgezeichnet und erhielt 3 weitere Nominierungen.
- Stellan Skarsgård wurde 2001 als bester Darsteller für den Europäischen Filmpreis nominiert.
- Stellan Skarsgård und István Szabó erhielten 2002 auf dem Festival Internacional de Cine de Mar del Plata den Darstellerpreis bzw. den Preis für die beste Regie.